# 香兰素胺
香兰素胺（Vanillylamine），又称香草胺，是一种生物碱，是辣椒素生物合成的中间产物。由香兰素通过香兰素转氨酶而得到。并进一步与8-甲基-6-壬酸通过辣椒素合成酶的催化而转化为辣椒素。而辣椒素也能在一定条件下通过酶催化水解为香兰素胺和8-甲基-6-壬酸。